# جمهوری اول (مجموعه تلویزیونی)
جمهوری اول (کره‌ای: 제۱공화국؛ انگلیسی: 1st Republic) یک مجموعه تلویزیونی کره جنوبی سال ۱۹۸۱ است که از ۲ آوریل ۱۹۸۱ تا ۱۱ فوریه ۱۹۸۲ از ام‌بی‌سی پخش شد. بر اساس تعدادی منبع، جمهوری اول نخستین مجموعه تلویزیونی درام سیاسی در تاریخ کره جنوبی و اولین مجموعه‌ای است که رئیس‌جمهور اخیر را در دوران سانسور رسانه‌ای شدید به تصویر می‌کشد. این مجموعه دربارهٔ جمهوری اول کره، دولت بین سالهای ۱۹۴۸ تا ۱۹۶۹ است. جمهوری اول در کل ۳۹ قسمت حدوداً یک ساعته بود.

### Sources

#### کتاب
- Go, Seok-man (31 October 2019), 나는 드라마로 시대를 기록했다 [I Recorded History Using Drama] (به کره‌ای), Changbi Publishers, ISBN 9788936408398, retrieved 5 April 2023

#### آنلاین
- Kang, Jae-hoon; Kim, Gyeong-ae (7 January 2018), "드라마 때문에 청와대 비상대책회의를 소집하다니…" [They convened an emergency meeting at the Blue House because of a TV drama...], The Hankyoreh (به کره‌ای), retrieved 5 April 2023
- Kim, Gyeong-ae (4 March 2018), "첫 정치 드라마 '제1공화국'…첫 녹화장에 사장까지 출동했다" [The president of MBC himself visited the first shooting of first political drama 1st Republic], The Hankyoreh (به کره‌ای), retrieved 5 April 2023
- "제1공화국" [1st Republic], Munhwa Broadcasting Corporation (به کره‌ای)
- Hong, Joo-hee; Lee, Jeong-min (3 March 2010), "Political TV: a story of censorship and taboo", Korea JoongAng Daily (به انگلیسی), retrieved 5 April 2023
- "드라마 '3김시대'만든 고석만PD는 누구인가" [Who is Go Seok-man, producer of "Era of the Three Kims"], The JoongAng Ilbo (به کره‌ای), 2 March 1998, retrieved 5 April 2023